# Бриндізі
Бриндізі, Бриндизі (сиц. Brìndisi) — місто на півдні Італії, адміністративний центр провінції Бриндізі в області Апулія. Важливий пасажирський, торговий і військовий порт на Адріатичному морі біля входу в протоку Отранто. Залізничний вузол і аеропорт.
Бриндізі розташоване на півострові Салентина, на відстані близько 480 км на схід від Риму, 105 км на південний схід від Барі.
Населення — 88 611 осіб (2012).

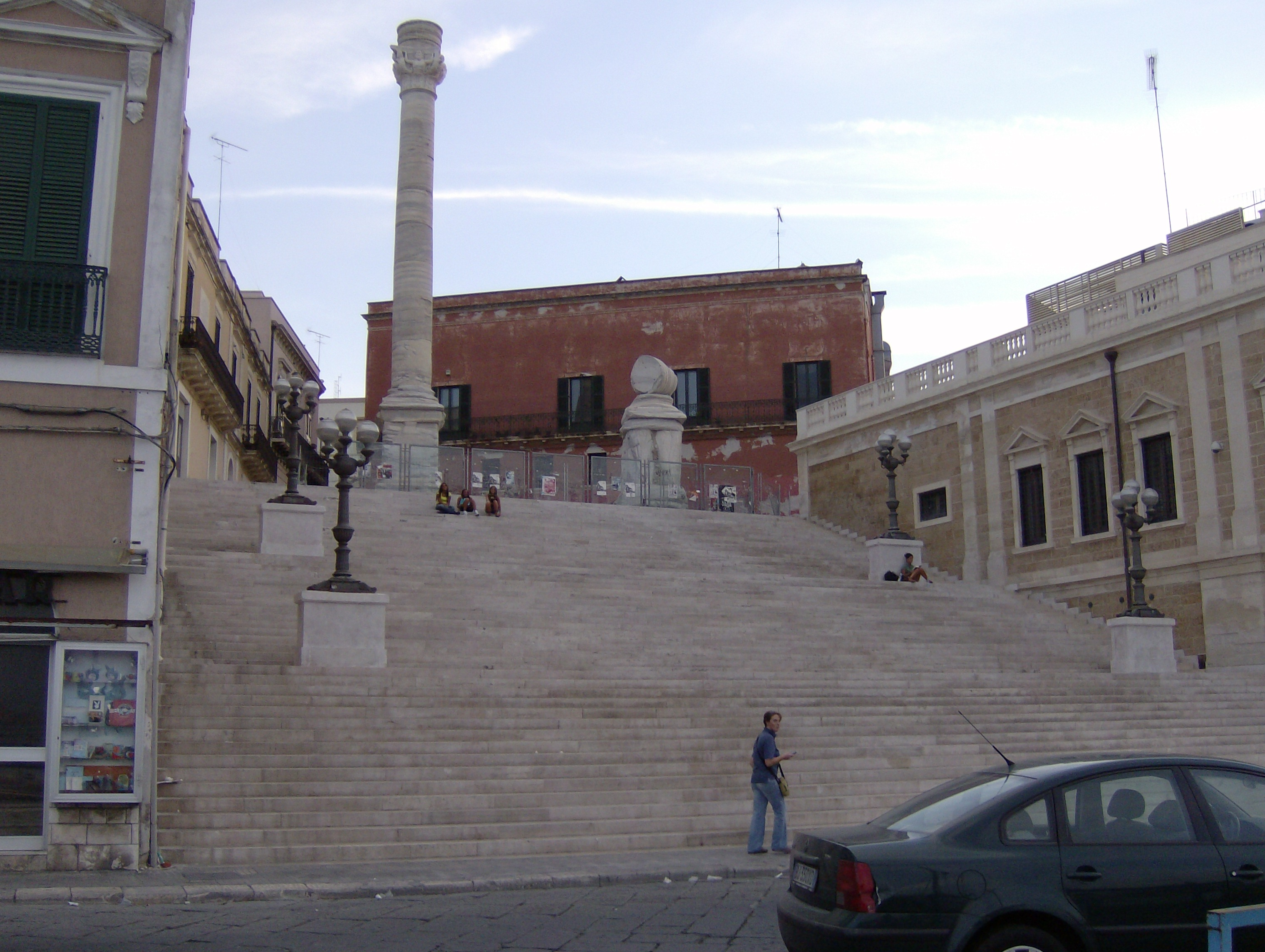

Щорічний фестиваль відбувається у перший вікенд вересня. Покровитель — San Lorenzo da Brindisi.

## Демографія
Населення за роками:

Станом на 1 січня 2023 року в муніципалітеті офіційно проживало 2569 іноземців з 104 країн, серед них 552 громадяни країн Євросоюзу та 25 громадян України.

## Клімат
| BRINDISI                      | Місяці | Місяці | Місяці | Місяці | Місяці | Місяці | Місяці | Місяці | Місяці | Місяці | Місяці | Місяці | Пора  | Пора  | Пора | Пора  | Рік   |
| BRINDISI                      | Січ    | Лют    | Бер    | Кві    | Тра    | Чер    | Лип    | Сер    | Вер    | Жов    | Лис    | Гру    | Зим   | Вес   | Літ  | Осі   | Рік   |
| ----------------------------- | ------ | ------ | ------ | ------ | ------ | ------ | ------ | ------ | ------ | ------ | ------ | ------ | ----- | ----- | ---- | ----- | ----- |
| Темп. макс. (°C)              | 12.7   | 13.2   | 15.0   | 18.0   | 22.0   | 25.8   | 28.5   | 28.6   | 25.9   | 21.6   | 17.4   | 14.1   | 13.3  | 18.3  | 27.6 | 21.6  | 20.2  |
| Темп. мін. (°C)               | 6.3    | 6.6    | 7.9    | 10.1   | 13.7   | 17.6   | 20.4   | 20.6   | 18.2   | 14.7   | 10.5   | 7.6    | 6.8   | 10.6  | 19.5 | 14.5  | 12.9  |
| Опади (мм)                    | 60.2   | 63.1   | 73.4   | 35.0   | 28.7   | 19.4   | 10.3   | 25.3   | 45.6   | 71.0   | 74.2   | 68.1   | 191.4 | 137.1 | 55   | 190.8 | 574.3 |
| Дні опадів (≥ 1 мм)           | 9      | 8      | 8      | 6      | 4      | 3      | 2      | 3      | 4      | 6      | 7      | 9      | 26    | 18    | 8    | 17    | 69    |
| Вологість повітря (%)         | 78     | 75     | 74     | 72     | 70     | 71     | 70     | 72     | 74     | 76     | 77     | 77     | 76.7  | 72    | 71   | 75.7  | 73.8  |
| Абсолютна геліофанія (години) | 3.9    | 4.4    | 5.3    | 6.7    | 8.6    | 9.9    | 10.8   | 9.8    | 8.0    | 6.2    | 4.4    | 3.6    | 4     | 6.9   | 10.2 | 6.2   | 6.8   |

## Транспорт
1973 року була введена в експлуатацію Поромна переправа Бриндізі — Патри, що з'єднала південь Італії з піостровом Пелопоннес в Греції.

## Уродженці

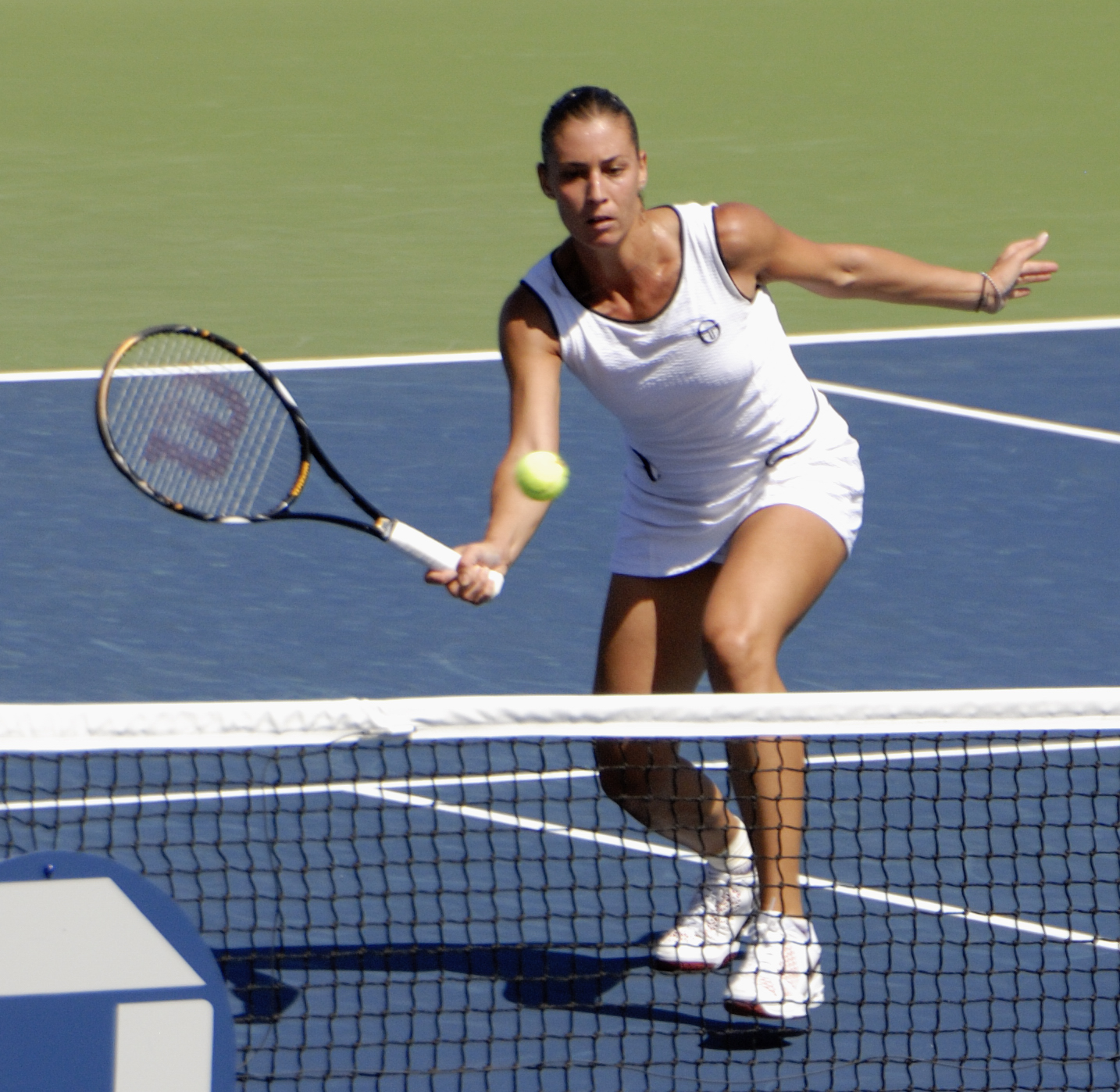
Флавія Пеннетт

- Марк Пакувій (25 квітня 220 — 7 лютого 130 роки до н. е.) — давньоримський поет, драматург, учень Еннія.
- Маргарит да Бриндізі (бл. 1149–1197) — військовий діяч Сицилійського королівства, 1-й пфальцграф Кефалонії та Закінфу, 1-й граф Мальти. Мав прізвисько «Новий Нептун».
- Святий Лаврентій Бріндізький (1559—1619) — священник Ордену Братів Менших Капуцинів.
- Антоніо Ла Пальма (*1951) — італійський футболіст, захисник, згодом — футбольний тренер.
- Массімо Де Сольда (*1966) — відомий у минулому італійський футболіст, півзахисник, згодом — тренер.
- Антоніо Бенарріво — відомий у минулому італійський футболіст, захисник.
- Флавія Пеннетта — тенісистка.

## Сусідні муніципалітети
- Каровіньйо
- Мезаньє
- Сан-Доначі
- Сан-П'єтро-Вернотіко
- Сан-Віто-деі-Норманні

## Міста-побратими
- Люшня, Албанія
- Патри, Греція
- Керкіра, Греція

## Галерея зображень

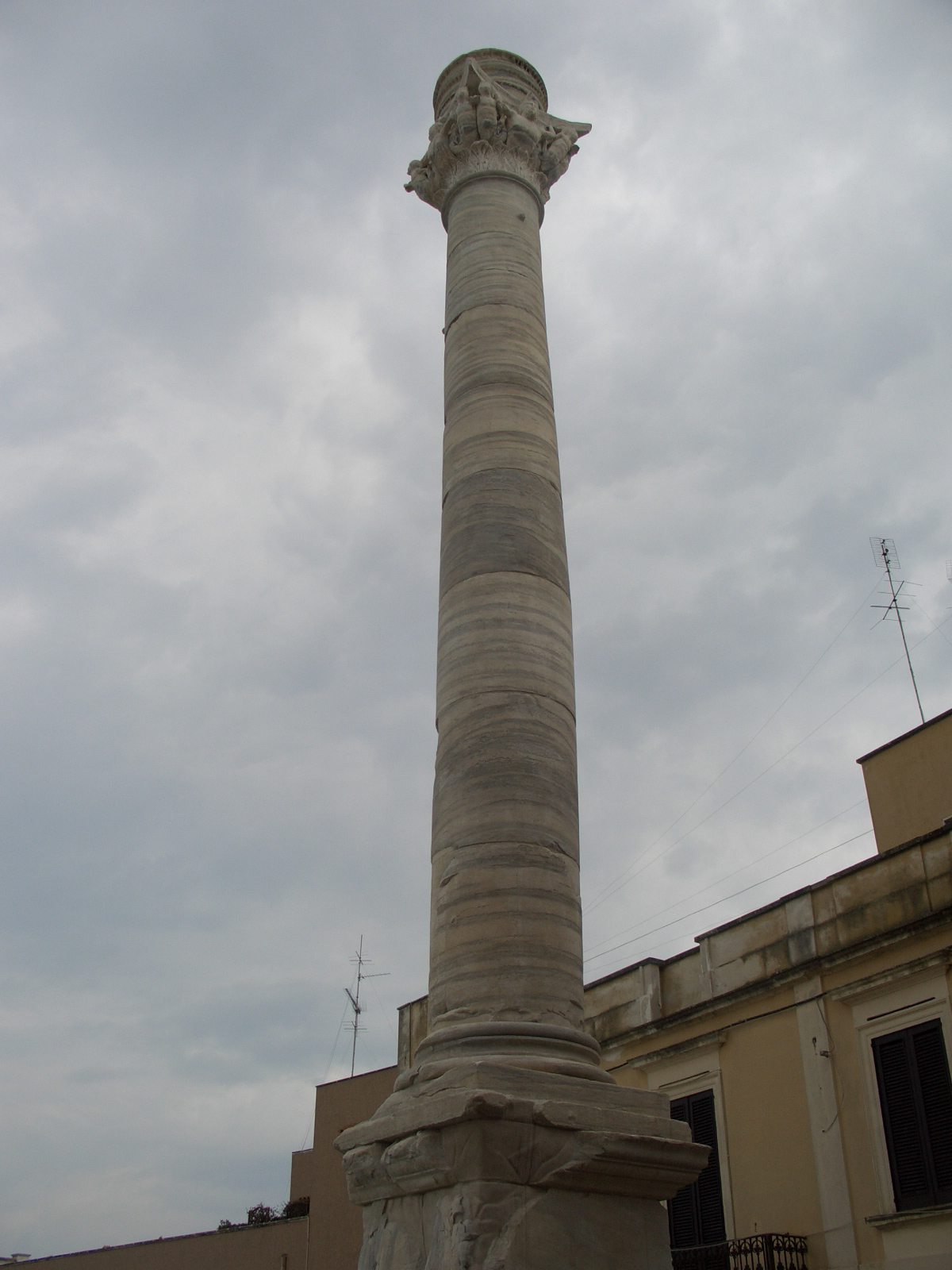
La colonna romana che segna la fine della Via Appia
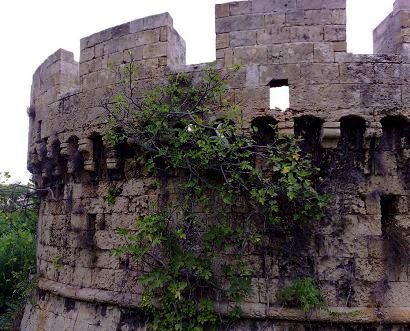
Il Torrione dell'Inferno, nel circuito murario di età aragonese (XV secolo)
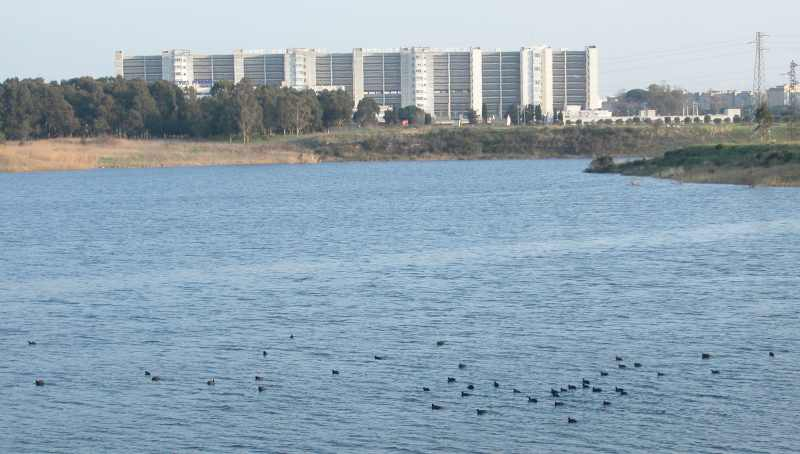
Canale Cillarese e ospedale "Perrino"
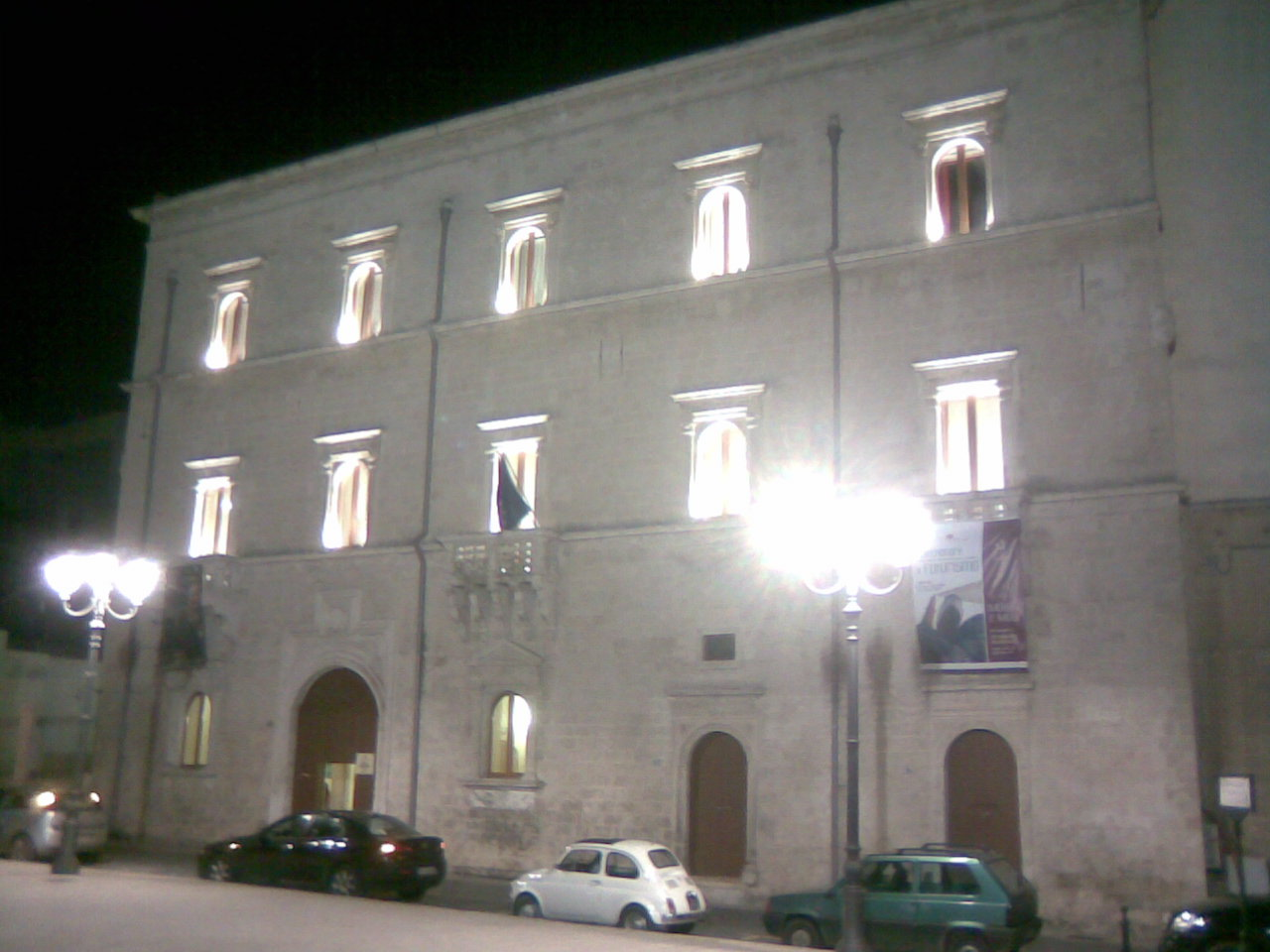
Foto notturna del Palazzo Granafei-Nervegna